# San Jose (Mindoro Occidentale)
San Jose è una municipalità di prima classe delle Filippine, situata nella provincia di Mindoro Occidentale, nella regione Mimaropa.
San Jose è formata da 38 barangay:
- Ambulong
- Ansiray
- Bagong Sikat
- Bangkal
- Barangay 1 (Pob.)
- Barangay 2 (Pob.)
- Barangay 3 (Pob.)
- Barangay 4 (Pob.)
- Barangay 5 (Pob.)
- Barangay 6 (Pob.)
- Barangay 7 (Pob.)
- Barangay 8 (Pob.)
- Batasan
- Bayotbot
- Bubog
- Buri
- Camburay
- Caminawit
- Catayungan

- Central
- Iling Proper
- Inasakan
- Ipil
- La Curva
- Labangan Iling
- Labangan Poblacion
- Mabini
- Magbay
- Mangarin
- Mapaya
- Monte Claro
- Murtha
- Natandol
- Pag-Asa
- Pawican
- San Agustin
- San Isidro
- San Roque